# Žulová (stacja kolejowa)
Žulová – stacja kolejowa w Žulovej, w kraju ołomunieckim, w Czechach. Znajduje się na wysokości 360 m n.p.m. i leży na linii kolejowej nr 295.